# STS-106
إس تي إس-106 (بالإنجليزية: STS-106)‏ الرحلة التاسعة والتسعون ضمن برنامج مكوك الفضاء لوكالة ناسا، والرحلة الثانية والعشرون على متن مكوك الفضاء أتلانتيس، انطلقت الرحلة في 8 سبتمبر 2000 من مركز كينيدي للفضاء ، وهبطت بتاريخ 19 سبتمبر في مركز كينيدي للفضاء أيضاً، بعد إثنى عشر يوماً مكثتها الرحلة في الفضاء، تم خلال الرحلة الرسو على محطة الفضاء الدولية ونقل امدادات للمحطة وإجراء عملية سير في الفضاء، بلغ عدد الرواد المشاركين في الرحلة سبعة رواد من بينهم خمسة أمريكويون وأثنين من الروس.